# Ludwig Steeg
Ludwig Steeg (ur. 22 grudnia 1894 – zm. 6 września 1945) – niemiecki polityk nazistowskiej NSDAP, burmistrz Berlina w latach 1940–1945.

## Życiorys
Steeg urodził się w Ottweiler w Saarlandzie, jako syn nauczyciela. W czasie I wojny światowej był żołnierzem piechoty. Do Berlina, gdzie pracował przed wojną, powrócił w 1919 roku i podjął przerwaną pracę w administracji, nadzorując służby oczyszczania miasta. W 1933 roku dołączył do partii nazistowskiej, dzięki czemu szybko awansował w pracy.
W 1940 roku, sprawujący w mieście realną władzę gauleiter Joseph Goebbels, namówił Hitlera do dymisji ówczesnego burmistrza, Juliusa Lipperta. Steeg został jego następcą. Wówczas do kompetencji burmistrza należały jedynie sprawy budżetowe, komunikacyjne, budowlane, szkolnictwo i służba zdrowia. Steeg otrzymał również zadanie przygotowywania miasta do obrony przeciwlotniczej.
Po zdobyciu miasta przez Armię Czerwoną (2 maja 1945 roku) został aresztowany i wysłany do obozu internowania, gdzie zmarł w niewyjaśnionych okolicznościach 6 września.